# Risholmen (Lindås)
Ne doit pas être confondu avec Risholmen ou Risholmen (Alver).
Risholmen est une île dans le landskap Sunnhordland du comté de Vestland. Elle appartient administrativement à Lindås.

## Géographie
Rocheuse et couverte d'arbres, à fleur d'eau, elle s'étend sur environ 127 m de longueur pour une largeur approximative de 67 m. Reliée par une passerelle piétonne, elle compte une habitation. 